# Periam

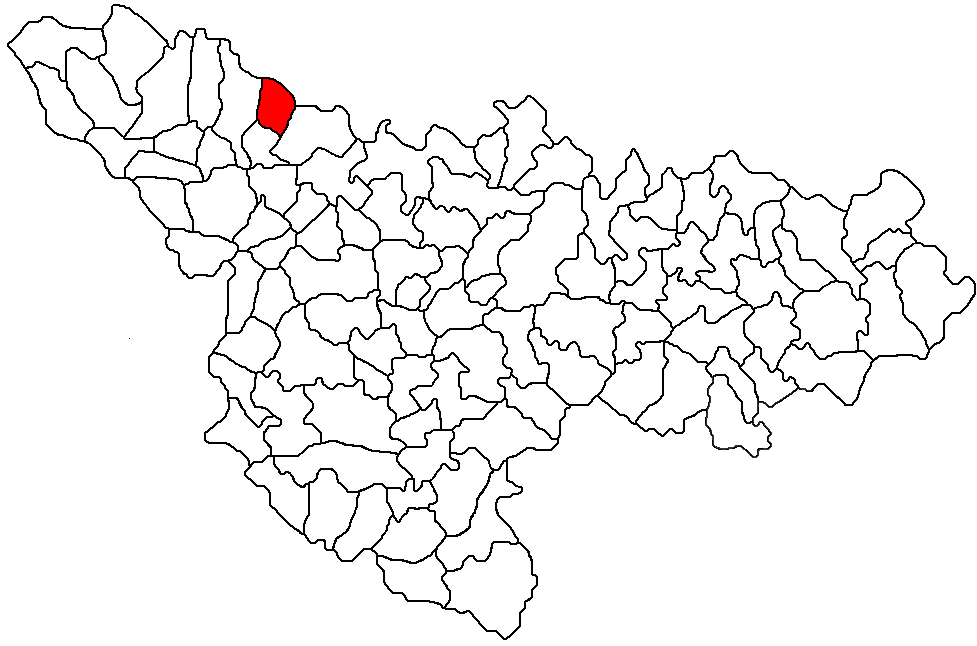
Lage von Periam im Kreis Timiș

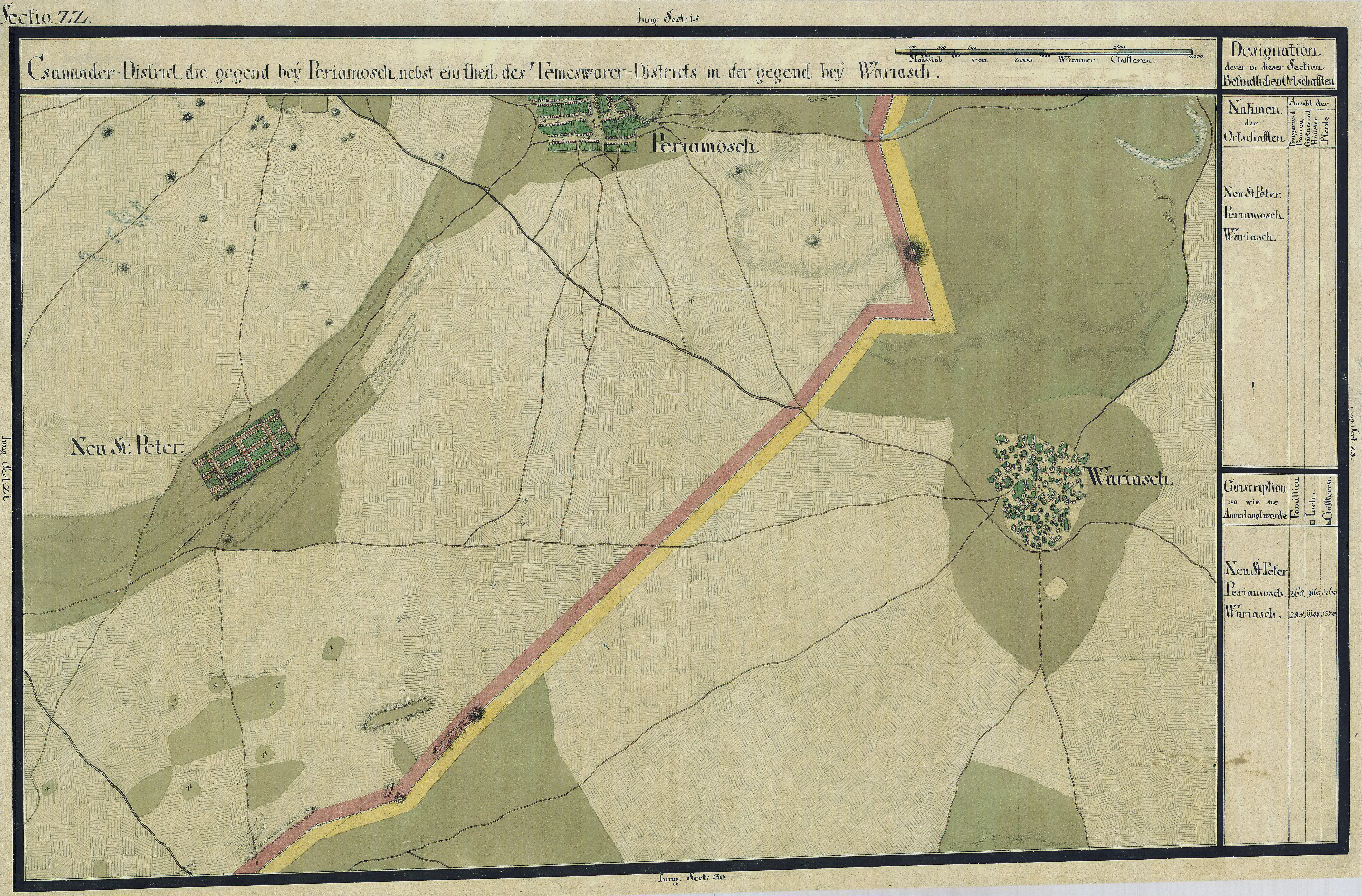
Periamosch auf der Josephinischen Landaufnahme (1769–1772)

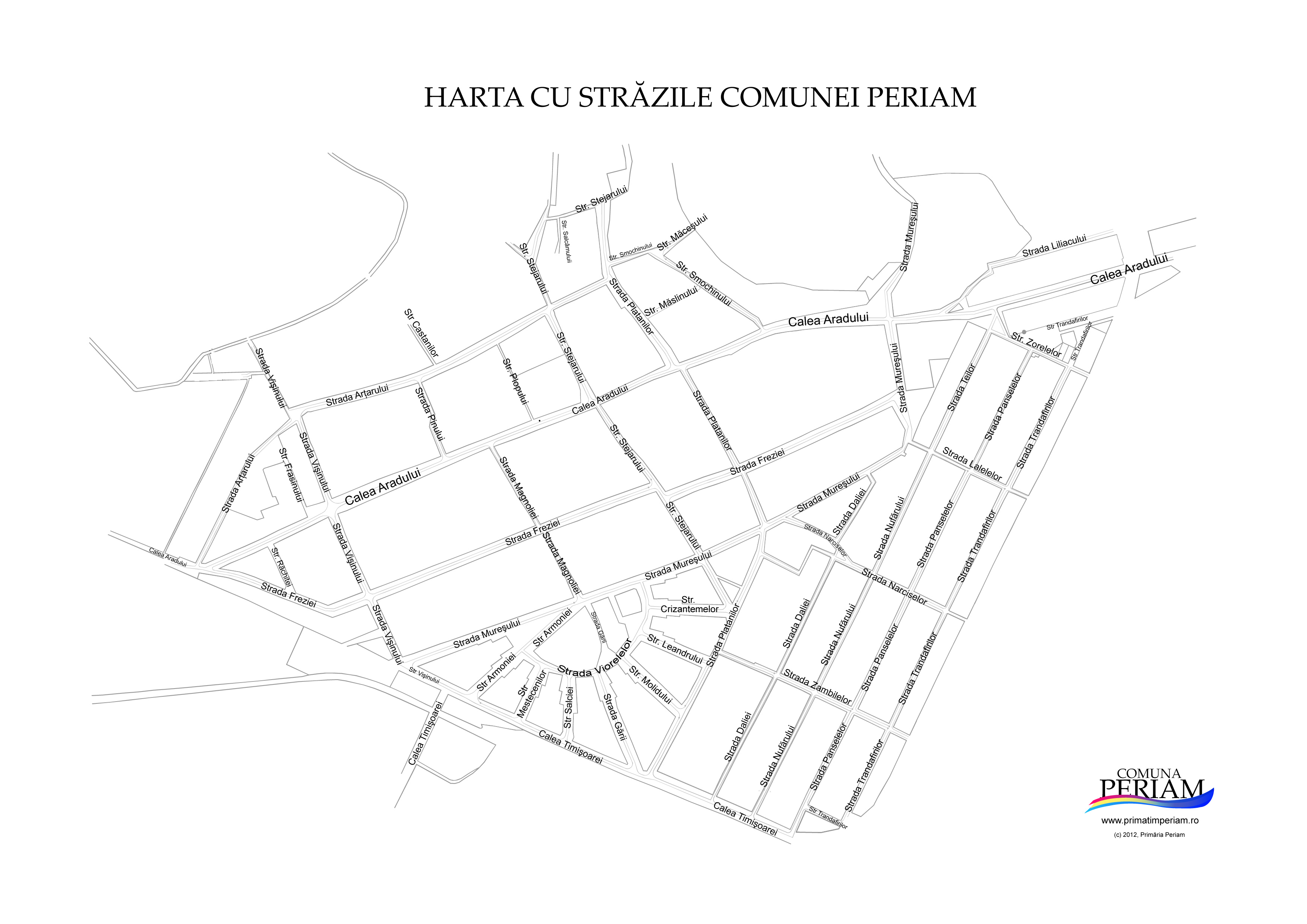
Dorfplan, Periam

Periam (deutsch Perjamosch, ungarisch Perjámos) ist eine Gemeinde im Kreis Timiș, in der Region Banat, im Südwesten Rumäniens, etwa 3 Kilometer südlich des Flusses Mureș (Marosch).

## Nachbarorte
| Igriș         | Semlac                                      | Naturpark Marosch-Auen |
| Sânpetru Mare | Kompassrose, die auf Nachbargemeinden zeigt | Vinga                  |
| Pesac         | Șandra                                      | Variaș                 |

## Geschichte

### Ansiedlung
Schon 1332 wurde der Ort in den Akten des Csanáder Domkapitels unter dem Namen Priamus erstmals erwähnt. Nach der Schlacht bei Mohács (1526) wurde das Banat 1552 türkische Provinz. Fünf Jahre später (1557) war Periam verlassen und öde. In den türkischen Steuerlisten von 1557 und 1571 wurde der Ort unter dem Namen Püryümesch geführt. Nach dem Frieden von Passarowitz (1716) wurde das Banat zur Krondomäne des Habsburger Reichs. Periam wurde mit deutschen Kolonisten besiedelt. Die Siedler der ersten Etappe, 1724, kamen hauptsächlich aus dem Elsass und Lothringen. 1752 ließen sich laut den Eintragungen im Wiener Hofkammerarchiv mehrere Familien aus Lothringen, Trier und Nassau-Siegen in Periam nieder. Zwischen 1764 und 1765 siedelten im Ort 74 Familien aus dem Elsass, aus Lothringen, aus der Gegend um Trier, aus Nassau-Siegen, aus Birkenfeld, Luxemburg, Böhmen und der Steiermark. Im Jahre 1766 trafen wieder neue Familien im Ort ein. Nach mehreren Überschwemmungen wurde der Ort 1761 auf eine Anhöhe, die Maroschterrasse, verlegt, wobei der Name beibehalten wurde.

### Archäologische Funde
In der Nähe von Periam wurden mehrere archäologische Funde (Waffen, Münzen und Schmucksachen) sichergestellt. Einige Stämme der Geto-Daker lebten auf diesem Gebiet. Aber auch Gegenstände aus der Bronzezeit kamen bei Ausgrabungen ans Tageslicht. Im Jahre 1885 förderten Ziegelarbeiter einen Schatz zu Tage, der aus Kleiderspangen, Ohrringen und Perlen bestand. Ein anderer Fund, der Mitte des 19. Jahrhunderts gemacht wurde, lag zwischen Periam und Großdorf, in der Nähe der Aranka. Dieser besteht aus einem zweischneidigen Messer aus Bronze und mehreren Bruchstücken versteinerten Hirschgeweihs und wurde im Banater Nationalmuseum in Timișoara aufbewahrt.

### Kriegsfolgen
Am 4. Juni 1920 wurde das Banat infolge des Vertrags von Trianon dreigeteilt. Der größte, östliche Teil, zu dem auch Periam gehörte, fiel an Rumänien.
Infolge des Waffen-SS Abkommens vom 12. Mai 1943 zwischen der Antonescu-Regierung und Hitler-Deutschland wurden alle deutschstämmigen wehrpflichtigen Männer in die deutsche Armee eingezogen. Der Zweite Weltkrieg brachte Flucht, Deportation und Enteignung mit sich. Noch vor Kriegsende, im Januar 1945, fand die Deportation aller volksdeutschen Frauen zwischen 18 und 30 Jahren und Männer im Alter von 16 bis 45 Jahren zur Aufbauarbeit in die Sowjetunion verschleppt statt. Von den 56 Personen, die in die Sowjetunion deportiert wurden, starben 21 (37 %). Das Bodenreformgesetz vom 23. März 1945, das die Enteignung der deutschen Bauern in Rumänien vorsah, entzog der ländlichen Bevölkerung die Lebensgrundlage. Das Nationalisierungsgesetz vom 11. Juni 1948 sah die Verstaatlichung aller Industrie- und Handelsbetriebe, Banken und Versicherungen vor, wodurch alle Wirtschaftsbetriebe unabhängig von der ethnischen Zugehörigkeit enteignet wurden.
Da die Bevölkerung entlang der rumänisch-jugoslawischen Grenze von der rumänischen Staatsführung nach dem Zerwürfnis Stalins mit Tito und dessen Ausschluss aus dem Kominform-Bündnis als Sicherheitsrisiko eingestuft wurde, erfolgte am 18. Juni 1951 die Deportation „von politisch unzuverlässlichen Elementen“ in die Bărăgan-Steppe unabhängig von der ethnischen Zugehörigkeit. Die rumänische Führung bezweckte zugleich den einsetzenden Widerstand gegen die bevorstehende Kollektivierung der Landwirtschaft zu brechen. Als die Bărăganverschleppten 1956 heimkehrten, erhielten sie die 1945 enteigneten Häuser und Höfe zurückerstattet. Der Feldbesitz wurde jedoch kollektiviert.
Zögerlich begann Ende der 1960er Jahre die Familienzusammenführung. In den 1970er und in den 1980er Jahren nahm die Anzahl der Auswanderer nach Deutschland zu. Die leerstehenden Häuser wurden von Rumänen bezogen, was zu einem tiefgreifenden demografischen Wandel der Gemeinde führte.

## Kulturleben

### Sakrale Einrichtungen
Im Jahre 1766 wurde die römisch-katholische Kirche St. Johannes Nepomuk im alten Dorf gebaut. 1856 wurde die neue Kirche eingeweiht. Ihr Holzkuppelbau ist der zweitgrößte dieser Art in Rumänien. Die rumänisch-orthodoxe Kirche wurde nach den Plänen des Architekten Josef Ortner im Jahre 1927 fertiggestellt. 1933 malte der Arader Maler Imre Capsa die Ikonen, Wilhelm Haubenricht vergoldete sie. Dem Bekenntnis nach gab es 1888 in der Gemeinde 5417 Katholiken, 313 Griechisch-nicht-unierte, 98 Juden und 33 Reformierte.

### Schulwesen
1820 wurde die neue Schule errichtet. 1860 übernahmen die Schwestern des Ordens Unserer lieben Frau die Leitung der Mädchenschule im alten Dorf. Im Jahre 1877 wurde das Klostergebäude errichtet. 1879 eröffnete der Kindergarten. Im Jahre 1911 wurde die Knabenbürgerschule gebaut, die 1919 in eine deutsche Bürgerschule mit einer rumänischen Abteilung umgewandelt wurde. Am 15. Mai 1928 wurde diese Schule in ein Gymnasium umgewandelt.

### Pressewesen
Im 19. Jahrhundert erschienen in Periam mehrere Zeitungen in deutscher Sprache: 1881 die Torontaler Zeitung, später in Bürger-Zeitung umbenannt, und 1897 das Blatt Perjamosch und Umgebung, die späteren Torontaler Nachrichten.

## Wirtschaft
Mit den Sägewerken in Periam erfuhr die Flößerei einen starken Aufschwung. Im Jahre 1842 wurde Periam zum Marktflecken erhoben. Damit bekam der Ort das Recht, jeden Montag Wochenmarkt und dreimal im Jahr, am 24. April, am 15. Juni und am 24. September, Jahrmarkt abzuhalten. Gewerbe und Handel entwickelten sich. Am 25. Oktober 1870 wurde Periam an das Eisenbahnnetz angeschlossen und der Bahnhof eröffnet. Zur gleichen Zeit wurde das Telegrafenamt eingerichtet. Der Anschluss des Ortes an das Eisenbahnnetz trug zur wirtschaftlichen Entwicklung des Ortes bei. Weil der Handel zunahm, wurden auch zwei Sparkassen gegründet, um den wachsenden Geldbedarf zu decken. Anfang der 1870er Jahre wurde eine Dampfmühle errichtet. Die Entwicklung des Handels und der Industrie führte 1892 zur Gründung einer Hutfabrik, der ersten im südöstlichen Teil Europas.
In der Zwischenkriegszeit entwickelten sich der Handel, das Handwerk und die Kleinindustrie weiter. So gab es in Periam eine Spinnerei, eine Färberei, eine Weberei, eine Stickerei, eine Bau- und Möbeltischlerei, eine Blaudruckerei, ein Sägewerk, eine Dampfmühle, eine Woll- und Angoraspinnerei, ein Hotel, ein Kaffeehaus, ein Kino, einen Gemischtwarenladen und eine Buchdruckerei. Perjamosch entwickelte sich zum Gewerbe- und Handelszentrum und zählte in der Zwischenkriegszeit bereits 200 Gewerbetreibende.

## Einwohner
1910 lebten in Periam 5348 Einwohner, davon 287 Rumänen, 488 Ungarn, 4309 Deutsche und 264 Angehörige anderer Nationalitäten. 2002 hatte Periam 4464 Einwohner, von denen 4011 Rumänen, 104 Ungarn, 150 Deutsche und 199 anderer Nationalität waren.

## Persönlichkeiten
- Franz Ferch (1900–1981), Maler und Künstler
- Franz Heinz (* 1929), Journalist und Schriftsteller
- Franz Remmel (1931–2019), Journalist und Ethnologe
- Walter Andreas Kirchner (* 1941), Bildhauer, Maler und Grafiker
- Richard Wagner (1952–2023), Schriftsteller
- Manfred Engelmann (1956–2023), Bundeskulturreferent der Landsmannschaft der Banater Schwaben (1987–1990)